# Sharlene Mawdsley
Sharlene Mawdsley (10 agosto 1998) è una velocista irlandese; nella staffetta 4x400 metri mista ha vinto la medaglia di bronzo al World Athletics Relays 2024 e la medaglia d'oro agli europei di Roma dello stesso anno.

## Biografia
Si è laureata campionessa continentale agli europei di Roma 2024, vincendo la medaglia d'oro nella staffetta 4×400 metri mista, con Christopher O'Donnell Rhasidat Adeleke e Thomas Barr. Nell'occasione la squadra ha anche realizzato il primato nazionale della specialità, grazie al tempo di 3'09"92.

## Record nazionali
- Staffetta 4x400 m: 3'22"71 ( Roma, 12 giugno 2024) (Sophie Becker, Rhasidat Adeleke, Phil Healy, Sharlene Mawdsley)
- Staffetta 4x400 m indoor: 3'28"45 ( Glasgow, 4 maggio 2024) (Phil Healy, Sophie Becker, Róisín Harrison, Sharlene Mawdsley)
- Staffetta 4x400 m mista: 3'09"92 ( Roma, 7 giugno 2024) (Christopher O'Donnell, Rhasidat Adeleke, Thomas Barr, Sharlene Mawdsley)

## Progressione

### 400 metri piani
| Stagione | Misura   | Luogo             | Data      | Rank. Mond. |
| -------- | -------- | ----------------- | --------- | ----------- |
| 2024     | 51"43    | Savona            | 20-4-2024 |             |
| 2023     | 51"09    | Zagabria          | 10-9-2023 |             |
| 2022     | 52"10    | La Chaux-de-Fonds | 3-7-2022  |             |
| 2021     | 51"70    | Ninove            | 17-7-2021 |             |
| 2020     | 54"10(i) | Dublino           | 1-3-2020  |             |
| 2019     | 52"89    | Oordegem          | 1-6-2019  |             |
| 2017     | 53"89    | Tullamore         | 3-6-2017  |             |

## Palmarès
| Anno | Manifestazione   | Sede       | Evento        | Risultato  | Prestazione | Note                                     |
| ---- | ---------------- | ---------- | ------------- | ---------- | ----------- | ---------------------------------------- |
| 2015 | Europei juniores | Eskilstuna | 200 m piani   | 5ª         | 24"09       |                                          |
| 2015 | Europei juniores | Eskilstuna | 4x100 m       | 4ª         | 45"38       |                                          |
| 2016 | Mondiali U20     | Bydgoszcz  | 200 m piani   | Batteria   | dq          |                                          |
| 2016 | Mondiali U20     | Bydgoszcz  | 4x100 m       | 5ª         | 44"82       |                                          |
| 2017 | Europei U20      | Grosseto   | 200 m piani   | Semifinale | 23"98       |                                          |
| 2017 | Europei U20      | Grosseto   | 4x100 m       | 4ª         | 44"47       |                                          |
| 2019 | Europei U23      | Gävle      | 400 m piani   | 7ª         | 53"57       |                                          |
| 2019 | Europei U23      | Gävle      | 4x100 m       | 4ª         | 44"32       |                                          |
| 2021 | Europei indoor   | Toruń      | 400 m piani   | Batteria   | 53"68       |                                          |
| 2021 | World Relays     | Chorzów    | 4x400 m mista | 7ª         | 3'20"26     |                                          |
| 2022 | Mondiali indoor  | Belgrado   | 4x400 m       | Batteria   | 3'30"97     | [ 3 ]                                    |
| 2022 | Mondiali         | Eugene     | 4x400 m mista | 8ª         | 3'16"86     | [ 4 ]                                    |
| 2022 | Europei          | Monaco     | 400 m piani   | Batteria   | 52"63       |                                          |
| 2022 | Europei          | Monaco     | 4x400 m       | 6ª         | 3'26"63     | [ 5 ]                                    |
| 2023 | Europei indoor   | Istanbul   | 400 m piani   | Semifinale | 53"37       | [ 6 ]                                    |
| 2023 | Europei indoor   | Istanbul   | 400 m piani   | 5ª         | 3'32"61     | [ 7 ]                                    |
| 2023 | Mondiali         | Budapest   | 400 m piani   | Semifinale | 51"78       | [ 8 ] [ 9 ]                              |
| 2023 | Mondiali         | Budapest   | 4x400 m       | 8ª         | 3'27"08     | [ 10 ]                                   |
| 2023 | Mondiali         | Budapest   | 4x400 m mista | 6ª         | 3'14"13     | [ 11 ]                                   |
| 2024 | Mondiali indoor  | Glasgow    | 400 m piani   | Semifinale | dq          | [ 12 ]                                   |
| 2024 | Mondiali indoor  | Glasgow    | 4×400 m       | 5ª         | 3'28"92     | [ 13 ] [ 14 ]                            |
| 2024 | World Relays     | Nassau     | 4×400 m       | Batteria   | 3'24"38     | [ 15 ]                                   |
| 2024 | World Relays     | Nassau     | 4×400 m mista | Bronzo     | 25"38       | [ 16 ]                                   |
| 2024 | Europei          | Roma       | 400 m piani   | 8ª         | 51"59       |                                          |
| 2024 | Europei          | Roma       | 4x400 m       | Argento    | 3'22"71     | Record nazionale                         |
| 2024 | Europei          | Roma       | 4x400 m mista | Oro        | 3'09"92     |                                          |
| 2024 | Giochi olimpici  | Parigi     | 400 m piani   | Batteria   | 50'71"      | Miglior prestazione personale            |
| 2024 | Giochi olimpici  | Parigi     | 4x400 m       | 4ª         | 3'19"72     | Record nazionale                         |
| 2024 | Giochi olimpici  | Parigi     | 4x400 m mista | Batteria   | 3'12"67     |                                          |
| 2025 | Europei indoor   | Apeldoorn  | 4x400 m mista | 5ª         | 3'17"63     | Miglior prestazione personale stagionale |
| 2025 | World Relays     | Guangzhou  | 4x400 m mista | 8ª         | 3'19"64     |                                          |

## Campionati nazionali
- 3 volte campionessa nazionale irlandese indoor dei 200 metri piani (2017, 2022, 2023)
- 2 volte campionessa nazionale irlandese dei 400 metri piani (2019, 2023)
- 1 volta campionessa nazionale irlandese indoor dei 400 metri piani (2024)

2017
- Oro ai campionati irlandesi indoor (Athlone), 200 metri piani - 24"04

2019
- Oro ai campionati irlandesi (Santry), 400 metri piani - 53"38

2020
- Argento ai campionati irlandesi indoor (Dublino), 400 metri piani - 54"10

2021
- ritirata in finale ai campionati irlandesi (Dublino), 400 metri piani

2022
- Oro ai campionati irlandesi indoor (Dublino), 200 metri piani - 24"05

2023
- Oro ai campionati irlandesi indoor (Dublino), 200 metri piani - 23"50
- Oro ai campionati irlandesi (Dublino), 400 metri piani - 51"94

2024
- Oro ai campionati irlandesi indoor (Dublino), 400 metri piani - 52"04

## Altre competizioni internazionali
2017
- Argento ai Campionati europei a squadre, ( Vaasa), Staffetta 4x400 m - 3'32"65

2019
- 7ª ai Campionati europei a squadre, ( Sandnes), 400 metri piani - 53"80
- 4ª ai Campionati europei a squadre, ( Sandnes), Staffetta 4x400 m - 3'35"77

2023
- Oro ai Campionati europei a squadre, ( Chorzów), 400 metri piani - 51"55
- Oro ai Campionati europei a squadre, ( Chorzów), Staffetta 4x400 m misti - 3'17"16